# Cyaniris selma
Cyaniris selma är en fjärilsart som beskrevs av Druce 1895. Cyaniris selma ingår i släktet Cyaniris och familjen juvelvingar. Inga underarter finns listade i Catalogue of Life.